# スンバ海峡
スンバ海峡（スンバかいきょう、インドネシア語: Selat Sumba）はインドネシアにある海峡。スンバ島の北にあり、スンバ島とフロレス島・コモド島・リンチャ島の間に位置する。東西に伸びる海峡であり幅約30km。